# Mostni grad
Mostni grad je vrsta nižinskega vodnega gradu, ki je bil zgrajen za zagotavljanje vojaškega opazovanja in varovanja prehoda preko reke. V ožjem smislu se nanaša na gradove, ki so narejeni neposredno na mostu ali poleg njega, včasih pa se s tem izrazom označujemo tudi gradove blizu mostov.
Te utrdbe so bili pogosto zasnovane kot cestninski gradovi, kjer so zaračunavali pristojbino za prečkanje reke in so bili zasedeni le s stražarji. V Evropi je ohranjenih več primerov mostnih gradov, zlasti na jugu in jugovzhodu celine.
Tip mostnega gradu je le redko podrobno opisan v strokovni literaturi in ni vedno jasno ločen od »utrjenega mostu«. V srednjeveški Evropi so bila številna prečkanja rek zaščitena s stolpnimi strukturami in obzidjem.

## Primeri
Največji ohranjen mostni grad je pravokotna stavba Ponte Visconteo v Valeggio sul Mincio (pokrajina Verona, severna Italija). V poznem srednjem veku je Gian Galeazzo Visconti odredil izgradnjo mogočnega mostu - trdnjave znotraj štirikrilne notranje podgradnje lokalnega gradu med Mantovo in Gardskim jezerom. Mostna trdnjava leži približno 100 višinskih metrov pod grajskim hribom. Trije prehodi so bili povezani z obzidjem na 14 bastijonov. Vhodni stolp pod gradom na hribu je nenavadno slabo zasnovan. Bivalne sobe stražarjev so bile v srednjem portalu. Ta prehod je onemogočal prečkanje na podoben način kot zadnji prehod z masivno preklado.
Nemška vrata (Porte des Allemands) čez reko Seille v Metzu so zadnji mostni grad, ki še stoji v Franciji. Mostni grad je opremljen z utrjenimi stolpi, obzidjem in mašikulami. Nemška vrata iz 13. stoletja so igrala ključno obrambno vlogo pri obleganju Metza med letoma 1552-1553, ki ga je izvajal cesar Karel V. Na fasadi so še vidne poškodbe od strelov iz mušket.
Tudi Hohenstaufenov dvojni vhodni stolp na rimskem mostu čez reko Volturno v Capui (Italija) je razvrščen med mostne gradove. Friderik II. Hohenstaufen je tu zgradil reprezentativno »državno zgradbo« kot vrata v Kraljevino Dveh Sicilij, katere ohranjene ruševine so le bleda senca nekdanjega pomena.
Znameniti mostni grad Stari most v Mostarju (Bosna in Hercegovina) so bosansko-hrvaški vojaki leta 1993 delno uničili, kasneje pa je bil rekonstruiran. Prvotno, okoli 1450, sta dva velika utrjena stolpa na obeh straneh reke varovala viseči most, ki je bil leta 1566 zamenjan s kamnitim lokom.
Primer umišljenega mostnega gradu sta Dvojčka iz Pesmi ledu in ognja.

## Utrjeni mostovi
Tipičen primer utrjenega mostu je Pont Valentré blizu Cahorsa (Jug Pirenejev) v južni Franciji. Objekt je skoraj v celoti ohranjen, z izjemo vzhodnega barbakana (utrjena vrata), ki je bil odstranjen v 19. stoletju. V Nemčiji in srednji Evropi so se večinoma ohranile le ruševine mostnih utrdb. Po navadi stojijo le posamezni vhodni stolpi, kot na primer na kamnitem mostu v Regensburgu in Karlovem mostu v Pragi.